# Jean-Baptiste Charcot

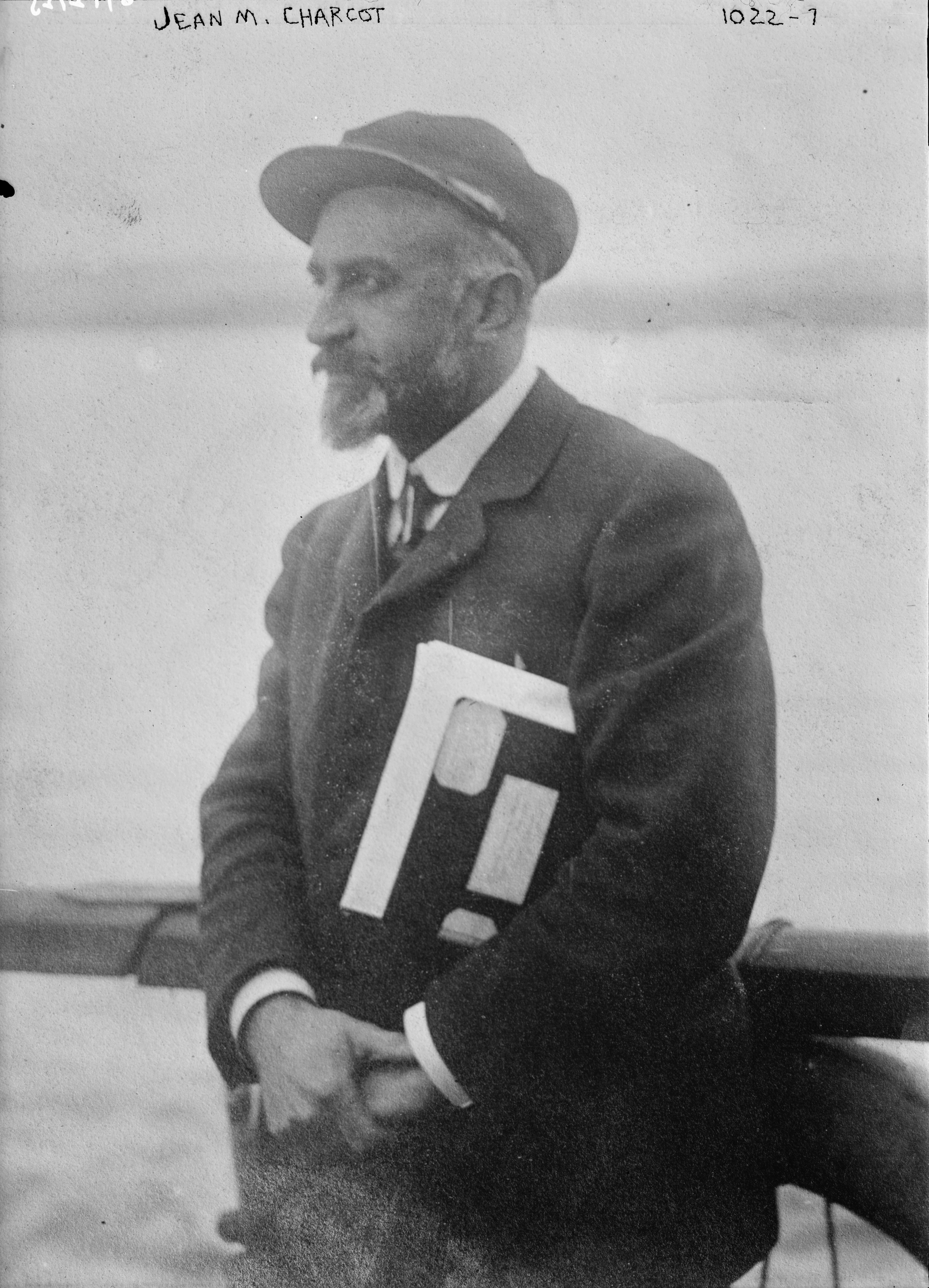
Jean-Baptiste Charcot

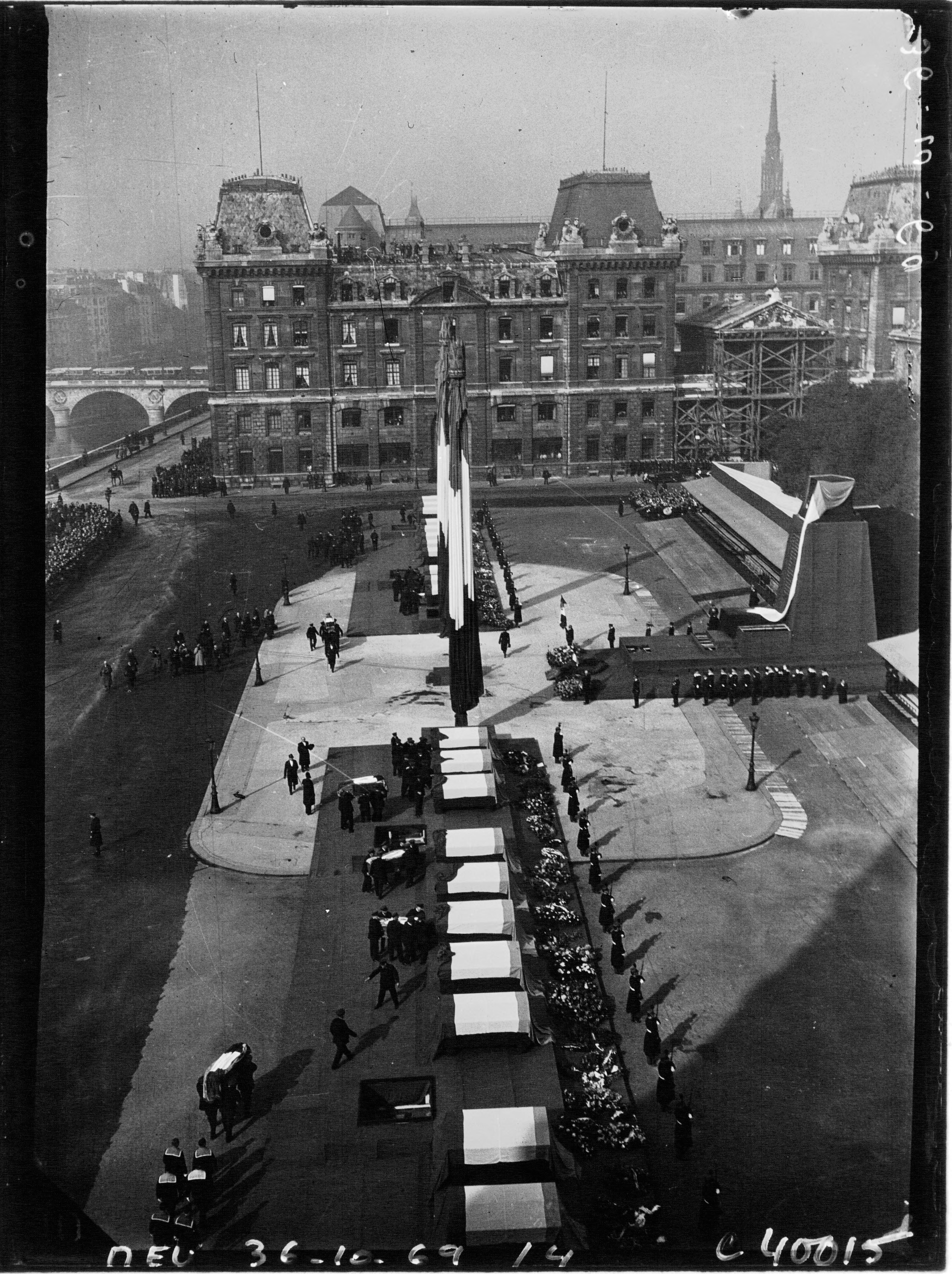
Begrafenisceremonie van Charcot en zijn manschappen op het plein voor de Notre Dame, Parijs, 1936.

Jean-Baptiste Charcot (Neuilly-sur-Seine, 15 juli 1867 – 30 zeemijlen ten noordwesten van Reykjavik, 16 september 1936) was een Frans wetenschapper, arts en poolonderzoeker. Hij was de zoon van neuroloog Jean-Martin Charcot.

## Biografie
Van 1876 tot 1885 ging hij naar de École Alsacienne waar hij veel sport beoefende. 's Zomers zeilde hij bij Ouistreham. Van 1883 tot 1887 maakte hij vele reizen met zijn vader, waarbij hij een afkeer van warme landen kreeg. Zijn legerdienst vervulde hij in 1888 bij de Alpijnse Jagers als assistent-arts.
In 1891 reisde hij als arts naar Rusland en een jaar later kocht hij zijn eerste boot. Na het overlijden van zijn vader in 1893 liet hij een kotter met de naam Pourquoi pas? bouwen. In 1895 verdedigde hij zijn doctoraatsthesis: L'atrophie musculaire progressive en werd zijn eerste dochter Marion geboren.
In 1896 huwde hij met Jeanne Hugo, kleindochter van Victor Hugo. Hij verkocht zijn boot en verving hem door een houten schoener, de Pourquoi pas? II die hij het volgende jaar al verving door een groter, ijzeren exemplaar, de Pourquoi Pas? III. In 1898 nam Charcot deel aan een Nijlexpeditie van miljardair Vanderbilt. Onder de indruk van de aanpassingen en verbeteringen door de eigenaar, kocht hij in 1899 zijn Pourqoui Pas? II terug. Op de Olympische Spelen van 1900 won hij twee medailles in het zeilen.
Charcot werd aangeduid als leider van de Franse Antarctische Expeditie met het schip Français voor de verkenning van de westkust van Graham Land, tussen 1904 en 1907. De expeditie bereikte Adelaide-eiland in 1905 en fotografeerde de Palmerarchipel en de kust van Loubet.
Een volgende expeditie met de Pourqoui Pas? van 1908 tot 1910 ging naar de Bellingshausenzee en de Amundsenzee, waarbij Loubet Land, Marguerite Bay en Charcot-eiland werden ontdekt. Dit laatste werd naar zijn vader vernoemd. In 1921 verkende Charcot Rockall en tussen 1925 en 1936 Spitsbergen en Oost-Groenland.
Als gevolg van een storm leed Charcot voor de kust van IJsland schipbreuk met de Pourquoi Pas? IV. Hij verkoos met zijn schip ten onder te gaan. In 1936 en 1952 werden in Reykjavik monumenten voor hem opgericht.
- Bibsys: 98018427
- Biblioteca Nacional de España: XX1032635
- Bibliothèque nationale de France: cb11990057p (data)
- Catàleg d'autoritats de noms i títols de Catalunya: 981058515530306706
- CiNii: DA15467422
- Gemeinsame Normdatei: 119095971
- International Standard Name Identifier: 0000 0001 2139 3550
- Library of Congress Control Number: n89628447
- Base Léonore: LH//488/9
- Nationale Bibliotheek van Tsjechië: js20080321001
- Nationale bibliotheek van Australië: 36185928
- Nationale Bibliotheek van Israël: 987007305278405171
- Nationale en Universitaire bibliotheek Zagreb: 000713399
- Nederlandse Thesaurus van Auteursnamen: 069657165
- Réseau des bibliothèques de Suisse occidentale: 02-A003096076
- SNAC: w6dz3vxs
- Système universitaire de documentation: 027971384
- Trove: 1225722
- Virtual International Authority File: 73862375
- WorldCat: E39PBJjRXpHRF66CQV44gM6R8C